# سنغر أباد (ديكلة)
سنغر أباد (بالفارسية: سنگرآباد) هي منطقة سكنية تقع في إيران في قسم ديكلة الریفي. يقدر عدد سكانها بـ 89 نسمة .